# Pro Yakyū Spirits
Pro Yakyū Spirits (プロ野球スピリッツ Puro Yakyū Supirittsu, nghĩa là Tinh thần bóng chày chuyên nghiệp, viết tắt là PYS), hay còn gọi Pro Baseball Spirits or just Pro Spirits (プロスピ Puro Spi) là một dòng trò chơi điện tử mô phỏng bóng chày, được phát triển bởi Baseball Contents Production và phát hành bởi Konami. Đây là dòng game phái sinh từ serie trò chơi Jikkyō Powerful Pro Yakyū.
Trong khi series trò chơi Power Pros tập trung vào lối chơi nhanh nhưng giàu nền tảng chiến thuật thì lối chơi của Pro Yakyū Spirits lại tập trung vào đồ họa và hiệu ứng vật lý chân thực, tương tự như serie Pro Evolution Soccer của Konami. Giống như Power Pros, hầu hết các trò chơi trong serie này đều được phát triển theo giấy phép từ Nippon Professional Baseball (NPB) và Hiệp hội cầu thủ bóng chày chuyên nghiệp Nhật Bản (JPBPA), cho phép các game trên sử dụng tên đội, sân vận động, màu sắc, tên và hình ảnh của cầu thủ trong giải đấu.

## Các phiên bản trò chơi
Pro Yakyū Spirits 2004 (プロ野球スピリッツ2004, PYS 2004) là trò chơi điện tử mô phỏng bóng chày do Konami phát triển cho hệ máy chơi game PlayStation 2 và được phát hành vào ngày 25 tháng 3 năm 2004.

### Pro Yakyū Spirits 2
Professional Baseball Spirits 2 (プロ野球スピリッツ2, PYS 2) là trò chơi điện tử mô phỏng bóng chày do Konami phát triển dành cho hệ máy PlayStation 2 và được phát hành tại Nhật Bản vào ngày 7 tháng 4 năm 2005.

### Pro Yakyū Spirits 3
Professional Baseball Spirits 3 (プロ野球スピリッツ3, PYS 3) là tựa game mô phỏng bóng chày dành cho các hệ máy chơi Xbox 360 và PlayStation 2.  Game được phát hành tại Nhật Bản vào ngày 6 tháng 4 năm 2006 và được phát triển và phát hành bởi Konami. 

### Pro Yakyū Spirits 4
Pro Yakyū Spirits 4 (プロ野球スピリッツ4) là một game về bóng chày do Konami phát triển và phát hành cho hệ máy PlayStation 2 và PlayStation 3 tại Nhật Bản vào ngày 1 tháng 5 năm 2007.   Đây là phần nối tiếp của tựa Pro Yakyū Spirits 3 .

#### Tổng quan về trò chơi
Trò chơi có sự góp mặt của tất cả 12 đội bóng chày của Giải chuyên nghiệp Nhật Bản và hai đội hình toàn sao Pacific League và Central League (mùa giải 2006, nhưng bổ sung những thay đổi cập nhật chuyển nhượng và giải nghệ của cầu thủ).
Độ khó của game có thể điều chỉnh được. Chế độ dễ nhất giúp game hấp dẫn hơn những người chơi nhỏ tuổi, những người chưa từng chơi bóng chày, và chế độ khó nhất - được gọi là Chế độ Spirits - sẽ mang đến thử thách cho ngay cả những người chơi kinh nghiệm và trình độ cao nhất với trí thông minh của phe máy vượt trội. Các chế độ chơi có thể được lựa chọn ở chế độ thanh trượt điều chỉnh mô phỏng trận đấu. Ví dụ, nhịp độ trận đấu cũng như tốc độ ném bóng (có thể được thiết lập lên tới tốc độ "thực").
Giao diện đánh bóng cơ bản là hình của một cây gậy đánh bóng, với điểm và thời điểm bấm đánh bóng ảnh hưởng tới hướng đường bóng được đánh trả. Hệ thống ném bóng là hệ thống 2 lần bấm, trong đó người chơi chọn điểm hướng cú ném bóng của mình xung quanh hình vùng "bóng tốt" (strike zone), nhấn X để bắt đầu ném bóng, sau đó nhấn X khi một vòng tròn hội tụ tại một vòng tròn khác để cố gắng căn thời gian ném bóng một cách hoàn hảo.

#### Thu nhận
Vào thời điểm phát hành, PYS 4 là tựa game dành cho hệ máy PlayStation 3 duy nhất lọt vào danh sách 50 trò chơi điện tử bán chạy nhất tại Nhật Bản. 

### Pro Yakyū Spirits 5
Pro Yakyū Spirits 5 (プロ野球スピリッツ5, PYS 5) là tựa game bóng chày được phát hành bởi Konami cho hệ máy chơi game PlayStation 2 và PlayStation 3, ra mắt tại Nhật Bản vào ngày 1 tháng 5 năm 2008.  Đây là phần nối tiếp tựa Pro Yakyū Spirits 4 .

#### Cải tiến và bổ sung
Phiên bản PlayStation 3 của Pro Yakyū Spirits 5 đã có nhiều cải tiến nhỏ. Ngoài đồ họa được cải tiến hơn so với phiên bản trước, có những sửa đổi đáng kể nằm ở lối chơi. Thời gian tải lên chậm ở trong game trước đã được khắc phục, nghĩa là ít xảy ra tình trạng "màn hình đen" thường xảy ra khi rơi vào trạng thái tải chậm trong PYS4 . Trò chơi cũng có giao diện giống như tường thuật truyền hình, với hoạt ảnh mới cho những cú đánh "vỗ bóng" và thước đo mới cho người chơi biết CPU đang căn đánh cú ném nào.
Chế độ Stardom được giới thiệu trong PYS5 thay thế cho Chế độ MVP trong phiên trước, một chế độ sự nghiệp cá nhân hoàn chỉnh, trong đó người chơi có thể điều khiển một cầu thủ hiện có hoặc tạo ra cầu thủ của riêng mình để chơi trong tối đa 20 mùa giải. Điểm kĩ năng được phân bổ dựa trên thành tích của người chơi khi đánh bóng.

#### Pro Yakyū Spirits 5 Kanzenban
Phiên bản cập nhật của PYS 5 mang tên Kanzenban, có nghĩa là Phiên bản hoàn hảo, được phát hành vào tháng 12 năm 2008. Kanzenban được phát hành trên cả PlayStation 2 và PlayStation 3, giới thiệu nhiều cải tiến so với phiên bản gốc, và được xem là phiên bản tập trung vào vòng playoff của NPB. Ví dụ, mọi cầu thủ xuất hiện trong mùa giải NPB năm 2008 của tất cả 12 đội đều được bổ sung vào danh sách cầu thủ, và được bổ sung hoạt ảnh cầu thủ mới, trí tuệ nhân tạo nâng cao và cũng có những cải tiến nhỏ về đồ họa (ví dụ, cầu thủ ngoại binh không còn mang tạo hình chung chung nữa và được bổ sung hoạt ảnh đánh bóng ngoài thực tế), chế độ chơi trực tuyến, cơ chế chạy trên chốt và bắt bóng.

### Pro Yakyū Spirits 6
Pro Yakyū Spirits 6 (プロ野球スピリッツ6, PYS 6) là tựa game mô phỏng bóng chày do Konami và PawaPuro Productions phát triển cho các hệ máy PlayStation 2 và PlayStation 3 được phát hành tại Nhật Bản vào ngày 16 tháng 7 năm 2009. 

#### Tính năng mới
Nổi bật nhất trong phiên bản game này này là chế độ riêng cho giải vô địch thế giới, World Baseball Classic (WBC). Khi khởi động game, người chơi có lựa chơi chế độ WBC hay chế độ Pro Yakyuu Spirits thông thường. Chế độ WBC bao gồm danh sách cầu thủ của tất cả các 16 đội tuyển tham dự kì WBC 2009 và có thể chơi toàn bộ giải đấu với tư cách là bất kỳ đội nào trong số.

### Pro Yakyū Spirits 2010
Pro Yakyū Spirits 2010 (プロ野球スピリッツ2010, PYS 2010) là tựa game mô phỏng bóng chày được Konami và PawaPuro Productions phát triển dành cho hệ máy PlayStation 2, PlayStation 3 và PlayStation Portable, được phát hành vào ngày 1 tháng 4 năm 2010.

### Pro Yakyū Spirits 2011
Pro Yakyū Spirits 2011 (プロ野球スピリッツ2011, PYS 2011) là tựa game mô phỏng bóng chày do Konami và PawaPuro Productions phát triển cho các hệ máy PlayStation 3, PlayStation Portable và Nintendo 3DS, được phát hành vào ngày 14 tháng 4 năm 2011.

### Pro Yakyū Spirits 2012
Pro Yakyū Spirits 2012 (プロ野球スピリッツ2012, PYS 2012) là tựa game mô phỏng bóng chày do Konami Digital Entertainment và PawaPuro Productions phát triển cho hệ máy PlayStation Portable, PlayStation Vita và PlayStation 3, được phát hành vào ngày 29 tháng 3 năm 2012.
Mặc dù phiên bản trước đã được phát hành trên 3DS, nhưng nhà phát hành đã quyết định ưu tiên phát triển phiên bản này cho PlayStation Vita.
Tựa game được phát hành cùng một ngày trên mọi nền tảng và được ấn định vào thời điểm bắt đầu mùa giải mới của NPB.

#### Tính năng mới và cập nhật
- Đồ họa của phiên bản này được thiết kế lại hoàn toàn và những thay đổi về màn hình được thực hiện để phù hợp với màn hình và tên người chơi.
- Danh sách có thể được cập nhật trực tuyến trong phiên bản PlayStation Vita.
- Bình luận viên mới cho phiên bản này là Ito Tsutomu.

### Pro Yakyū Spirits 2013
Pro Yakyū Spirits 2013 (プロ野球スピリッツ2013, PYS 2013) là tựa game mô phỏng bóng chày do Konami và PawaPuro Productions phát triển cho hệ máy PlayStation 3, PlayStation Portable và PlayStation Vita, được phát hành vào ngày 20 tháng 3 năm 2013.

### Pro Yakyū Spirits 2014
Pro Yakyū Spirits 2014 (プロ野球スピリッツ2014, PYS 2014) là tựa game mô phỏng bóng chày do Konami và PawaPuro Productions phát triển cho hệ máy PlayStation 3, PlayStation Portable và PlayStation Vita, được phát hành vào ngày 20 tháng 3 năm 2014.

### Pro Yakyū Spirits 2015
Pro Yakyū Spirits 2015 (プロ野球スピリッツ2015, PYS 2015) là tựa game mô phỏng bóng chày được Konami và PawaPuro Productions phát triển cho hệ máy PlayStation 3 và PlayStation Vita, được phát hành vào ngày 26 tháng 3 năm 2015.

### Pro Yakyū SpiritsA
Pro Yakyū Spirits Ace  (プロ野球スピリッツA), còn được gọi là Pro Spirits A (プロスピA Puro Spi A)   là tựa game bóng chày trên thiết bị di động do Konami và PawaPuro Productions phát triển dành cho các hệ điều hành iOS và Android, được phát hành vào ngày 21 tháng 10 năm 2015. Tính đến  tháng 9 năm 2024 , trò chơi đã có 56 triệu lượt tải xuống. 
Ngoài việc ra mắt Pro Spirits, Konami đã hợp tác với công ty đồ ăn nhẹ Calbee để bán các bộ sưu tập thẻ bóng chày dựa trên tựa game này trong một khoảng thời gian giới hạn vào tháng 1 năm 2025.  

### Pro Yakyū Spirits 2019
Pro Yakyū Spirits 2019  (プロ野球スピリッツ2019, PYS 2019) là tựa game mô phỏng bóng chày được Konami và PawaPuro Productions phát triển cho PlayStation 4 và PlayStation Vita, được phát hành vào ngày 18 tháng 7 năm 2019.

### eBaseball Pro Yakyū Spirits 2021 Grand Slam
eBaseball Pro Yakyū Spirits 2021 (eBaseball プロ野球スピリッツ2021, PYS 2021) là tựa game mô phỏng bóng chày do Konami và PawaPuro Productions phát triển cho hệ máy Nintendo Switch, được phát hành vào ngày 8 tháng 7 năm 2021. Đây là phiên bản duy nhất trong serie sử dụng tên eBaseball và duy nhất cho tới nay được thiết kế cho Nintendo Switch.

### Pro Yakyū Spirits 2024 - 2025
Pro Yakyū Spirits 2024 - 2025 (プロ野球スピリッツ2024 - 2025, PYS 2024 - 2025) là tựa game mô phỏng bóng chày do Konami và PawaPuro Productions phát triển cho hệ máy PlayStation 5 và Microsoft Windows, được phát hành vào ngày 19 tháng 9 năm 2024.  Trò chơi được phát hành để kỷ niệm 20 năm ra mắt serie và 30 năm ra mắt serie Jikkyō Powerful Pro Yakyū, với Ohtani Shohei là đại sứ thương hiệu. Đây cũng là lần đầu tiên trong loạt game mà tên game ấn định khoảng thời gian hỗ trợ hai năm.
Đây là phiên bản đầu tiên của serie được phát triển hỗ trợ cho hệ máy tính cá nhân (PC).
Mặc dù đây là trò chơi đầu tiên trong series không còn sử dụng tên thương hiệu eBaseball làm tên trò chơi, mà được sử dụng cho tên của phần mềm nền tảng trò chơi mới cho thế hệ máy chơi game điện tử thứ chín dựa trên Unreal Engine 5 (eBaseball Engine).

### eBaseball: MLB PRO SPIRIT
eBaseball: MLB PRO SPIRIT là phiên bản đầu tiên trong tựa game sử dụng giấy phép của Major League Baseball, với sự góp mặt của tất cả 30 sân vận động và cầu thủ trong mùa giải MLB 2024. Ohtani Shohei, MVP Nationa League năm 2024, là vận động viên đại diện trang bìa.
Tựa game này dựa phần nhiều lối chơi của tựa Pro Yakyū Spirits A, nơi người chơi cần thu thập các lá bài cầu thủ ảo và xây dựng đội của riêng mình trong nhiều chế độ khác nhau.